# Quinten Waverijn

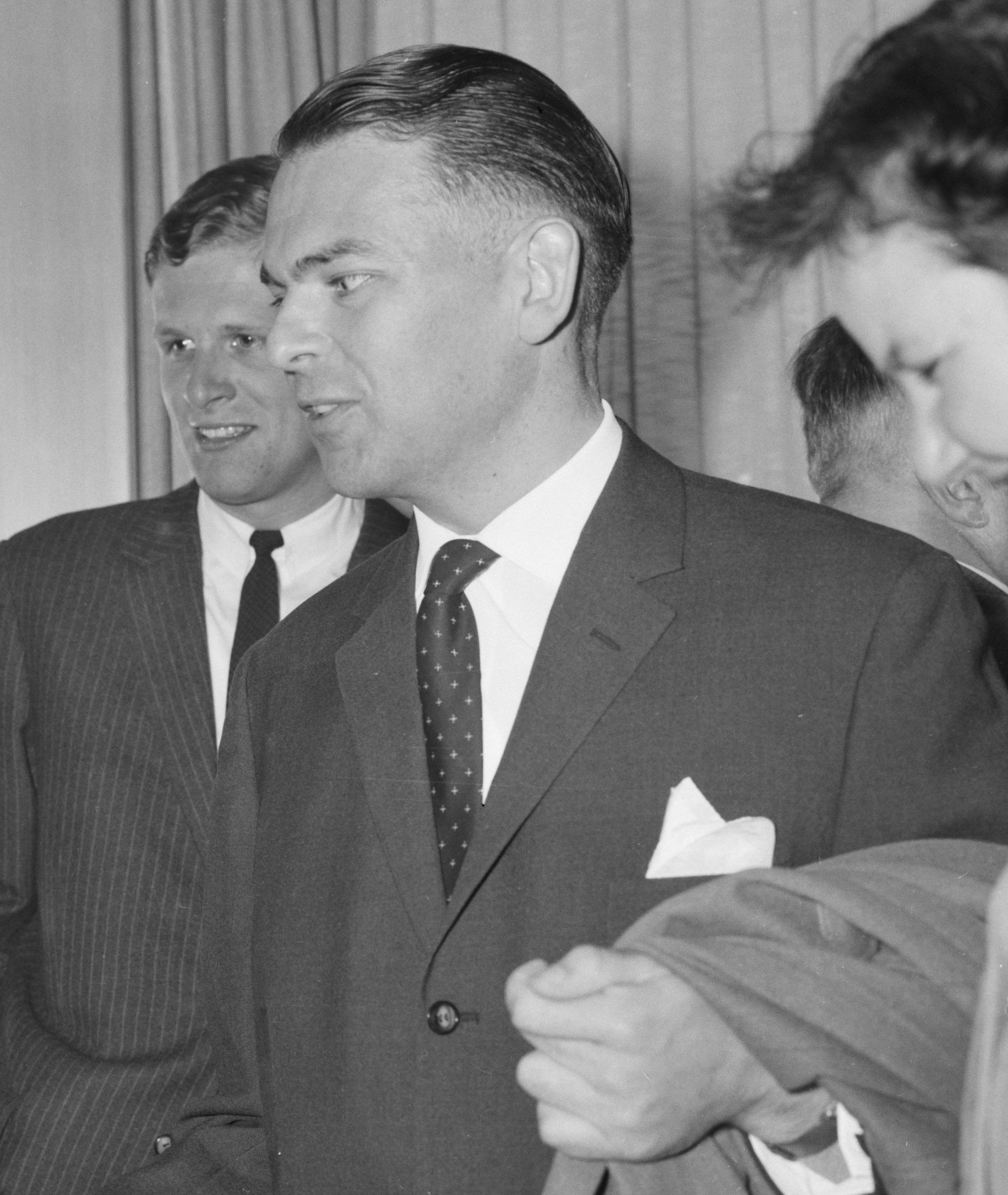
Burgemeester Q. Waverijn (1961)

Quinten Waverijn (Kruiningen,  8 januari 1926 – Utrecht,  9 maart 2006) was een Nederlands politicus van de Christelijk-Historische Unie (CHU) en later het CDA.
Hij werd geboren als zoon van Jeroon Waverijn (1892-1957) en Johanna Klap (1890-1976). Op 17-jarige leeftijd begon Q. Waverijn als volontair bij de gemeentesecretarie van 's-Gravenpolder en kort daarop, in 1944, werd hij 2e ambtenaar in Ovezande en in 1945 adjunct-commies in Kapelle. In de zomer van 1950 ging hij als adjunct-commies werken op de afdeling algemene zaken van de gemeentesecretarie van de gemeente Hillegom. Hij had daar een succesvolle carrière en bracht het in januari 1958 tot hoofdcommies B in algemene dienst. In april 1959 volgde zijn benoeming tot burgemeester en secretaris van Koudekerk aan den Rijn als opvolger van de enkele maanden eerder plotseling overleden burgemeester J.P. de Herder.
Een door hem als ambtenaar van de burgerlijke stand getrouwd paar besloot te emigreren naar de Verenigde Staten waarop hij hen een brief meegaf voor de burgemeester van Artesia in Californië waar ze zich vestigden wat er uiteindelijk in resulteerde dat deze plaatsen in 1960 zustersteden werden. Op 26 juli 1962 werden de burgemeesters Waverijn van Kouderkerk aan den Rijn en Hustinx van Nijmegen in staat gesteld om als eerste Nederlanders via de Telstar 1 satelliet een telefoongesprek te voeren met de Verenigde Staten en wel met de burgemeester van hun zusterstad aldaar.
In november 1967 werd hij burgemeester van Maarssen wat hij tot 1985 zou blijven. Waverijn speelde in de jaren 70 een doorslaggevende rol bij de ontwikkeling en bouw van de woonwijk Maarssenbroek. In 1984 werd hij gedecoreerd tot Officier in de Orde van Oranje Nassau. Begin 2006 overleed hij op 80-jarige leeftijd in het Mesos Medisch Centrum (Utrecht).
Op 7 oktober 2014 werd besloten dat de Verbindingsweg, tussen Maarssen-Dorp en Maarssenbroek, voortaan Burgemeester Waverijnweg zou gaan heten.